# Polygordius triestinus
Espèce
Polygordius appendiculatus est une espèce de vers polychètes de la famille des Polygordiidae.